# Thomas Roß
Thomas Roß (* 22. September 1964) ist ein ehemaliger deutscher Fußballspieler. In der höchsten Spielklasse des DDR-Fußballs, der Oberliga, spielte er für den FC Carl Zeiss Jena.

## Sportliche Laufbahn
Mit 14 Jahren schloss sich Thomas Roß dem FC Carl Zeiss Jena an. Seine ersten Spiele im Männerbereich bestritt er in der FCC-Reserveelf in der Saison 1983/84 in der drittklassigen Bezirksliga Gera. Mit seinen 27 Toren wurde er bereits als Teenager Bezirksligatorschützenkönig und war damit wesentlich am Aufstieg in die DDR-Liga beteiligt, der nach dem regulären Saisonende über eine Qualifikationsrunde erreicht werden konnte. Für die Leistungen im Drittligateam belohnte Trainer Dietmar Pfeifer den 1,81 Meter großen Stürmer schon vor dem Zweitligaaufstieg mit zwei Kurzeinsätzen in der DDR-Oberliga. Bei den letzten Auswärtsspielen der Jenaer in dieser Erstligasaison, den 1:3- und 0:2-Niederlagen bei der BSG Chemie Leipzig und beim FC Rot-Weiß Erfurt am 24. und 26. Spieltag, wurde der 19-jährige Angreifer jeweils in der 2. Hälfte eingewechselt.
Für die darauffolgende Spielzeit 1984/85 wurde Roß für den Jenaer Oberligakader nominiert. Unter Trainer Pfeifer kam er in der Oberliga aber nicht zum Einsatz. Erst als Lothar Kurbjuweit das Traineramt übernahm, wurde Roß vom 8. bis zum 11. Spieltag in vier Oberligaspielen eingesetzt. Er wurde jeweils für den Stürmer Ulf-Volker Probst eingewechselt und spielte insgesamt nur 35 Minuten. Die meisten Spiele absolvierte Roß in der 2. Mannschaft, für die er als Mittelstürmer von den 34 DDR-Liga-Spielen 25 Begegnungen bestritt und mit zehn Treffern bester Torschütze war. Zur Saison 1985/86 plante der FC Carl Zeiss von Anfang an mit Roß in der 2. Mannschaft. Dort spielte Roß wieder als Mittelstürmer. Bis zum 21. Spieltag war er in 19 Punktspielen eingesetzt worden und war bereits wieder bester Torschütze.
Vor dem 22. Spieltag wurde Roß an den extrem abstiegsgefährdeten Ligakonkurrenten BSG Motor Suhl abgegeben. Dort kam er sofort nach seinem Wechsel zum Einsatz und erzielte bereits im ersten Spiel für die Elf aus Suhl bei der 1:5-Auswärtsniederlage gegen die TSG Chemie Markkleeberg zumindest den Ehrentreffer für den zu diesem Zeitpunkt Tabellenletzten der Staffel B. Er bestritt bis zum Saisonende alle 15 Ligapartien, inklusive zweier noch nachzuholenden Begegnungen, und verhalf auch mit seinen drei Toren Motor Suhl zum Klassenerhalt. Mit seinen sieben Toren für den FCC II blieb er auch dort bis zum Schluss Torschützenkönig. Zur Spielzeit 1986/87 kehrte Roß wieder nach Jena zurück, wurde aber nur in der Hinrunde in neun Ligaspielen der 2. Mannschaft aufgeboten. Ab 1987/88 spielte er erneut für Motor Suhl und blieb dort für drei Spielzeiten. In der DDR-Liga-Saison 1987/88 wurde er in 23 der 34 Punktspiele eingesetzt und erzielte als rechter Angreifer drei Tore. Am Saisonende fiel er für mehrere Spiele aus. In der Spielzeit 1988/89 ließ Trainer Helmut Stein Roß als Mittelstürmer spielen. Dieser kam in 31 Ligaeinsätzen erneut zu drei Toren, war aber schon des Öfteren von Auswechslungen betroffen. Abermals drei Tore erzielte Roß als Mittelstürmer auch in der Saison 1989/90, wurde aber nur noch in der Hinrunde in zehn Ligaspielen eingesetzt. In acht Jahren hatte er sechs Oberligaspiele ohne Treffer und 149 Ligaspiele bestritten, in denen ihm 32 Tore gelangen. Anschließend spielte er unterklassig unter anderem beim SV Jenaer Glas und beim 1. SC Sonneberg weiter Fußball.